# Harry Potter en de Steen der Wijzen (computerspel)
Harry Potter en de Steen der Wijzen is een computerspel gebaseerd op het eerste boek uit de Harry Potter-serie: Harry Potter en de Steen der Wijzen. Het spel kwam uit op 12 november 2001 (rond het uitkomen van de eerste film) en werd ontwikkeld door KnowWonder in opdracht van Electronic Arts (EA Games) (de uitgever) en gedistribueerd door Warner Bros. Interactive Entertainment.

## Personages

### Speelbaar
Alleen Harry Potter is bespeelbaar. Harry heeft, in tegenstelling tot de andere personages, opvallend weinig dialoog. In de latere spellen is dit echter anders.

### Niet speelbaar

#### Studenten
- Ron Wemel, Harry's beste vriend.
- Hermelien Griffel, Harry's beste vriendin.
- Fred en George Wemel, de broers van Ron Wemel. Ze hebben gedurende het spel op bepaalde momenten tovenaarskaarten voor Harry in de aanbieding in ruil voor 25 Smekkies in Alle Smaken.
- Draco Malfidus, Harry's vijand die bij Zwadderich zit.
- Vincent Korzel en Karel Kwast, de vrienden van Draco Malfidus, die ook bij Zwadderich zitten.
- Marcel Lubbermans. Marcel is een jaargenoot van Harry die bekendstaat om zijn vergeetachtigheid en onhandigheid.

#### Leraren
- Professor Perkamentus, het schoolhoofd van Zweinstein.
- Professor Anderling, assistent-schoolhoofd van Zweinstein, hoofd van Griffoendor en lerares Gedaanteveranderingen. (ook wel Gedaanteverwisselingen of Transfiguratie genoemd. Dit vak komt niet overigens in het spel voor, pas in De Gevangene van Azkaban kwam het voor)
- Professor Krinkel, de leraar Verweer tegen de Zwarte Kunsten, dat gegeven wordt op de derde verdieping.
- Professor Sneep, de leraar Toverdranken, dat gegeven wordt in de kerkers.
- Professor Banning, de leraar Spreuken en Bezweringen, dat gegeven wordt op de vijfde verdieping.
- Professor Stronk, de lerares Kruidenkunde, dat gegeven wordt in de kassen op het schoolterrein.
- Madame Hooch, de vlieg-instructrice. De vliegles wordt gegeven op een binnenplaats ergens in het kasteel.

#### Diversen
- Rubeus Hagrid, de terreinknecht en sleutelbewaarder van Zweinstein.
- Heer Hendrik van Malkontent tot Maling, alias Haast Onthoofde Henk, het afdelingsspook van Griffoendor.
- Heer Voldemort, de aartsvijand van Harry Potter.
- Foppe de Klopgeest, de klopgeest van Zweinstein.
- Argus Vilder, de chagrijnige conciërge van Zweinstein.
- Mevrouw Norks, de leerlingenbespionerende kat van conciërge Vilder.
- De Bloederige Baron, het afdelingsspook van Zwadderich.

## Spreuken
De speler leert door het spel heen vijf spreuken, waarvan er enkele ook in het tweede en derde jaar nog kunnen worden gebruikt:
- Flipendo: optaterspreuk die wordt gebruikt om bepaalde dingen (om) te duwen en magische schakelaars te activeren (deze spreuk komt overigens niet in de boeken of de films voor).
- Alohomora: spreuk die wordt gebruikt om kisten en bepaalde deuren die (magisch) op slot zitten te openen en om bepaalde geheime ruimtes te onthullen.
- Wingardium Leviosa: zweefspreuk die wordt gebruikt om zware blokken naar naburige platen te verplaatsen en zo iets te veranderen in de omgeving.
- Incendio: spreuk die wordt gebruikt om het Langdradig Weekblad, Duivelsstrik en Stekel-Prikkelplanten onschadelijk te maken.
- Lumos: spreuk die lichtwolken produceert waarmee de speler toegang kan krijgen tot nieuwe locaties die eerder onbereikbaar waren.

## Muziek
De muziek in het spel is gecomponeerd door Jeremy Soule. Het album dat in 2006 is uitgebracht bevat de volgende tracks:
1. Harry Potter And The Sorcerer's Stone Theme - 2:51
2. Quidditch Anthem - 1:02
3. Chess Match - 1:25
4. Green Cauldron - 1:06
5. Malfoy Fight - 0:56
6. Dark Hogwarts - 1:06
7. Devils Snare - 1:00
8. Flying Keys - 0:55
9. Quirrell 2 - 1:07
10. Hogwarts Neutral - 1:02
11. Peeves Chase - 1:04
12. Remembrall Chase - 1:00
13. Story Book - 2:26
14. Troll Chase - 0:59
15. Willow Boss Level 1 - 1:08
16. Fluffy Intro - 0:30
17. Quirrell 3 - 0:59
18. Happy Hogwarts - 1:05

Totale speelduur: 21:41

## Andere versies
Naast de versie voor de pc (Microsoft Windows en Mac OS X) bestaan er nog vier andere versies: een versie voor de Playstation, een versie voor de Playstation 2, Xbox en Nintendo GameCube, een versie voor de Game Boy Color en een versie voor de Game Boy Advance. Elke versie kent een compleet verschillende gameplay en benadering van het verhaal. De versies voor de pc (met besturingssysteem Microsoft Windows, ontwikkeld door KnowWonder), Playstation (ontwikkeld door Argonaut) en Game Boy Color en Game Boy Advance (beide ontwikkeld door Griptonite Games) kwamen uit op 16 november 2001. Op 28 februari 2002 is er ook een versie voor pc's met het besturingssysteem Mac OS X verschenen (deze versie is gebaseerd op (komt deels overeen met) de reguliere pc-versie en is speciaal ontwikkeld voor de Mac door Aspyr). Ten slotte zijn er op 12 december 2003 ook versies uitgebracht op de Playstation 2, Xbox en Nintendo CameCube (deze zijn allemaal vrijwel identiek en zijn allen ontwikkeld door Warthog).